# Andy Van Hellemond
Andy Van Hellemond, född 16 februari 1948, är en kanadensisk före detta ishockeydomare som var verksam i den nordamerikanska ishockeyligan National Hockey League (NHL) mellan 1972 och 1996. Under sin domarkarriär i NHL dömde han 1 475 grundspelsmatcher, 227 slutspelsmatcher (Stanley Cup) och 19 Stanley Cup-finaler.
Han var också den första NHL-domaren som bar hjälm, i senare skede närmare bestämt 1988 införde NHL att alla domare skulle bära såna, dock hade fackföreningen National Hockey League Officials’ Association (NHLOA) framförhandlat att regeln gällde bara nya domare. 1996 avslutade han sin domarkarriär och fick omgående ett toppjobb hos ishockeyligan East Coast Hockey League (ECHL), han var där fram till år 2000 när NHL utsåg honom till ersättaren till Bryan Lewis som NHL:s domarbas. Van Hellemond var dock bara på den positionen fram till juli 2004 när han tvingades avgå efter det uppkom att han hade spelproblem. Mellan 2010 och 2018 var han lokalpolitiker i Guelph i Ontario.
År 1999 blev Van Hellemond invald till Hockey Hall of Fame.
På 1960-talet spelade han juniorishockey med St. James Canadians i Manitoba Junior Hockey League (MJHL).